# Spangenberg (Familienname)
Spangenberg ist ein deutscher Familienname.

## Herkunft und Bedeutung
Spangenberg ist ein Herkunftsname für einen Bewohner aus Spangenberg.

## Namensträger
- Alfred Spangenberg (1897–1947), deutscher Politiker (NSDAP)
- Anton Jacob Spangenberg (1796–1882), deutscher Landbaumeister
- August Gottlieb Spangenberg (1704–1792), deutscher Theologe und Stifter
- Bernhard Spangenberg (1891–1949), deutscher Jurist, Beamter und Politiker (CDU)
- Berthold Spangenberg (1916–1986), deutscher Verleger
- Charlotte Spangenberg-Kann (1909–1974), deutsche Funktionärin der KPD und SED
- Christa Spangenberg (1928–2003), deutsche Verlegerin
- Christian Philipp Spangenberg (1689–1778), deutscher Münzbeamter
- Christoph Spangenberg (Politiker) (1590–1648), deutscher Kaufmann, herzoglich braunschweig-lüneburgischer Hofkammerfaktor, Ratsherr und Bürgermeister in Hann. Münden
- Christoph Spangenberg (Musiker) (geboren 1986), deutscher Pianist, Jazzmusiker, Songwriter und Musikproduzent
- Cyriacus Spangenberg (1528–1604), deutscher Theologe und Historiker
- Detlev Spangenberg (* 1944), deutscher Politiker (AfD), MdB
- Dietrich Spangenberg (1922–1990), deutscher Politiker (SPD)
- Eduard Otto Spangenberg (1813–1886), deutscher Verwaltungsbeamter und Politiker, MdL Preußen
- Ernst August Spangenberg (1689–1784), deutscher Jurist und Politiker, Bürgermeister von Göttingen
- Ernst Peter Johann Spangenberg (1784–1833), deutscher Jurist
- Fedor Spangenberg (1816–1888), deutscher Jurist und Richter
- Friedrich Spangenberg (1850–?), deutscher Zoologe
- Georg Spangenberg (Pfarrer) (1665–1713), deutscher Theologe und Pfarrer
- Georg Spangenberg (Mediziner) (1788–nach 1838), deutscher Mediziner und Hochschullehrer
- Georg Spangenberg (General) (Johann Georg Friedrich Ernst Spangenberg; 1789–1850), deutscher Generalmajor
- Georg August Spangenberg (Jurist) (1738–1806), deutscher Rechtswissenschaftler und Hochschullehrer
- Georg August Spangenberg (Mediziner) (1779–1837), deutscher Mediziner und Kunstsammler
- Gerhard Spangenberg (1901–1975), deutscher Theologe
- Gerhard Spangenberg (Architekt) (* 1940), deutscher Architekt
- Günter Spangenberg (1938–2016), deutscher Politiker (SPD)
- Gustav Spangenberg (Maler) (1828–1891), deutscher Maler
- Gustav Spangenberg (Jurist) (1884–1972), deutscher Jurist und Kirchenfunktionär
- Hans Spangenberg (1868–1936), deutscher Archivar und Historiker
- Hans-Joachim Spangenberg (1932–2017), deutscher Chemiker und Hochschullehrer für Physikalische Chemie
- Heinrich Spangenberg (Musiker) (1861–1925), deutscher Komponist und Musiker
- Heinrich Spangenberg (Ingenieur) (1879–1936), deutscher Bauingenieur
- Heinrich Spangenberg (Politiker) (1895–1971), deutscher Politiker (CDU)
- Herbert Spangenberg (1907–1984), deutscher Maler
- Hugo Spangenberg (* 1975), argentinischer Schachgroßmeister
- Ilse Spangenberg (1924–2020), deutsche Malerin und Grafikerin
- Joachim H. Spangenberg (* 1955), deutscher Nachhaltigkeitswissenschaftler
- Johann Spangenberg (Theologe) (1484–1550), deutscher Theologe und Reformator
- Johann Spangenberg (Ratsherr) (1521–1597), deutscher Kaufmann und Ratsherr
- Johann Georg Spangenberg (1786–1849), deutscher Generalstabsarzt
- Johann Konrad Spangenberg (1711–1783), deutscher Mathematiker, Philosoph und Hochschullehrer
- Johanna Spangenberg (1894–1979), deutsche Politikerin (SPD)
- Karl Spangenberg (1921–2012), deutscher Sprachwissenschaftler und Herausgeber
- Karl Ralph Spangenberg (1910–1964), US-amerikanischer Mathematiker und Elektroniker
- Kurt Spangenberg (1889–1957), deutscher Mineraloge
- Louis Spangenberg (1824–1893), deutscher Architekt und Maler
- Ludwig von Spangenberg (1826–1896), deutscher General der Infanterie
- Max Spangenberg (1907–1987), deutscher Politiker (SED)
- Paul Spangenberg (1843–1918), deutscher Maler
- Peter Spangenberg (1934–2019), deutscher Schriftsteller und Pastor
- Peter Ludolph Spangenberg (1740–1794), deutscher Mediziner und Hochschullehrer
- Renate Spangenberg (1935–2017), deutsche Schriftstellerin, Journalistin und Filmkritikerin, siehe Renate Holland-Moritz
- Rolf Spangenberg (1932–2020), deutscher Tierarzt, Autor und Moderator
- Ruthild Spangenberg (* 1941), deutsche Buchhändlerin
- Volker Spangenberg (* 1955), deutscher Theologe
- Wilhelm Spangenberg (Jurist) (1808–1887), deutscher Jurist und Staatsbeamter
- Wilhelm Spangenberg (Politiker) (1819–1892), deutscher Landwirt und Politiker (Freikonservative Partei), MdR
- Willy Spangenberg (1898–??), deutscher Chemiefabrikant
- Wolfhart Spangenberg (1567–um 1636), deutscher Dichter